# Список футбольних стадіонів Польщі
У списку наведено перелік футбольних стадіонів та багатоцільових арен, які експлуатуються футбольними командами Ектракляси та Першої ліги. Стадіони упорядковані за критерієм місткості від найбільшої до нижчих. Також у списку вказано міста та регіони розташування, команди-експлуатанти, роки відкриття, наявність освітлення й накриття, загальна місткість і кількість сидячих місць.
У списку представлено стадіони місткістю від 5 000 місць.
Легенда:

– стадіони 4 категорії УЄФА    

– стадіони у стані спорудження або реконструкції    

– зняті з експлуатації та знесені    
| Позиція (за місткістю) | Назва                                                                         | Місце                     | Воєводство           | Команди                                        | Відкритий          | Освітлення                         | Накриття                                            | Загальна місткість      | Сидячих місць          | Фото |
| ---------------------- | ----------------------------------------------------------------------------- | ------------------------- | -------------------- | ---------------------------------------------- | ------------------ | ---------------------------------- | --------------------------------------------------- | ----------------------- | ---------------------- | ---- |
| 1                      | Національний                                                                  | Варшава                   | Мазовецьке           | Збірна Польщі                                  | 2012               | 2400 lux                           | Над всіма трибунами з можливістю накриття над полем | 58 580                  | 58 580                 |      |
| 2                      | Сілезький стадіон                                                             | Хожув                     | Сілезьке             | Збірна Польщі ФК «Рух» Хожув (тимчасово)       | 2017               | 2000 lux                           | Над всіма трибунами                                 | 55 211                  | 55 211                 |      |
| 3                      | Тарчинський Арена Вроцлав                                                     | Вроцлав                   | Нижньосілезьке       | ФК «Шльонськ»                                  | 2011               | 2000 lux                           | Над всіма трибунами                                 | 44 416                  | 44 416                 |      |
| 4                      | Полсат Плюс Арена                                                             | Гданськ                   | Поморське            | ФК «Лехія» Гданськ                             | 2011               | 2000 lux                           | Над всіма трибунами                                 | 43 615                  | 43 615                 |      |
| 5                      | ЕНЕА стадіон                                                                  | Познань                   | Великопольське       | ФК «Лех» Познань                               | 2010               | 2000 lux                           | Над всіма трибунами                                 | 43 269                  | 43 269                 |      |
| 6                      | Міський стадіон імені Генрика Реймана                                         | Краків                    | Малопольське         | ФК «Вісла» Краків                              | 2011               | 2000 lux                           | Над всіма трибунами                                 | 33 326                  | 33 268                 |      |
| 7                      | Стадіон імені Ернеста Поля (на добудові)                                      | Забже                     | Сілезьке             | ФК «Гурник» Забже                              | 2016               | 2500 lux                           | Над всіма трибунами                                 | 24 563 (кінцева 31 871) | 24 563(кінцева 31 871) |      |
| 8                      | Стадіон Війська Польського                                                    | Варшава                   | Мазовецьке           | ФК «Легія»                                     | 2010               | 2000 lux                           | Над всіма трибунами                                 | 31 006                  | 31 006                 |      |
| 9                      | Хортен Арена                                                                  | Білосток                  | Підляське            | ФК «Ягеллонія» Білосток                        | 2014               | 2000 lux                           | Над всіма трибунами                                 | 22 386                  | 22 386                 |      |
| 10                     | Стадіон імені Флоріана Кригера                                                | Щецин                     | Західнопоморське     | ФК «Погонь» Щецин                              | 2022               | 2430 lux                           | Над всіма трибунами                                 | 21 163                  | 21 163                 |      |
| 11                     | Стадіон імені Здзіслава Кшишков'яка                                           | Бидгощ                    | Куявсько-Поморське   | ФК «Завіша» Бидгощ                             | 2008               | 1600 lux                           | Над головною та трибуною В                          | 20 247                  | 20 247                 |      |
| 12                     | Шомберки                                                                      | Битом                     | Сілезьке             | ФК «Шомберки» Битом                            | 1968               | Немає                              | Немає                                               | 20 000                  | 5 000                  |      |
| 13                     | Голенцин                                                                      | Познань                   | Великопольське       | ФК «ПСЖ Познань» ФК «Олімпія» Познань          | 1954               | 1800 lux (демонтовано)             | немає                                               | 20 000                  | 20 000                 |      |
| 14                     | Міський стадіон імені Маршалка Юзефа Пілсудського (запланована реконструкція) | Бидгощ                    | Куявсько-Поморське   | ФК «Полонія» Бидгощ                            | 1924               | 1000 lux                           | Над головною трибуною                               | 20 000                  | 20 000                 |      |
| 15                     | Стадіон ЛКС                                                                   | Лодзь                     | Лодзинське           | ФК «ЛКС» Лодзь                                 | 2022               | 2000 lux                           | Над всіма трибунами                                 | 18 029                  | 18 029                 |      |
| 16                     | Стадіон Відзева                                                               | Лодзь                     | Лодзинське           | ФК «Відзев» Лодзь                              | 2017               | 2000 lux                           | Над всіма трибунами                                 | 18 018                  | 18 018                 |      |
| 17                     | КГХМ Заглембє Арена                                                           | Любін                     | Нижньосілезьке       | ФК «Заглембє» Любін                            | 2009               | 2000 lux                           | Над всіма трибунами                                 | 16 086                  | 16 086                 |      |
| 18                     | Ексбуд Арена                                                                  | Кельце                    | Свентокшиське        | ФК «Корона» Кельці                             | 2006               | 1411 lux                           | Над всіма трибунами                                 | 15 700                  | 15 700                 |      |
| 19                     | Міський стадіон у Бельсько-Бялій                                              | Бельсько-Бяла             | Сілезьке             | ФК «Подбескідзе»БКС «Сталь»                    | 2015               | 2000 lux                           | Над всіма трибунами                                 | 15 316                  | 15 316                 |      |
| 20                     | Мотор Люблін Арена                                                            | Люблін                    | Люблінське           | ФК «Мотор» Люблін                              | 2014               | 2000 lux                           | Над всіма трибунами                                 | 15 243                  | 15 243                 |      |
| 21                     | Міський стадіон у Тихах                                                       | Тихи                      | Сілезьке             | «ГКС» Тихи                                     | 2015               | 2000 lux                           | Над всіма трибунами                                 | 15 150                  | 15 150                 |      |
| 22                     | Міський стадіон у Гдині                                                       | Гдиня                     | Поморське            | ФК «Арка» Гдиня ФК «Балтик» Гдиня              | 2011               | 2000 lux                           | Над всіма трибунами                                 | 15 139                  | 15 139                 |      |
| 23                     | Стадіон Краковія імені Юзефа Пілсудського                                     | Краків                    | Малопольське         | ФК «Краковія»                                  | 2010               | 3000 lux                           | Над всіма трибунами                                 | 15 114                  | 15 114                 |      |
| 24                     | Арена Катовиці                                                                | Катовиці                  | Сілезьке             | «ГКС» Катовиці                                 | 2025               | 2283 lux                           | Над всіма трибунами                                 | 15 048                  | 15 048                 |      |
| 25                     | Орлен Стадіон імені Казімежа Гурського                                        | Плоцьк                    | Мазовецьке           | ФК «Вісла» Плоцьк                              | 2023               | 1800 lux                           | Над всіма трибунами                                 | 15 004                  | 15 004                 |      |
| 26                     | Стадіон імені Чеслава Кобуса                                                  | Бидгощ                    | Куявсько-Поморське   | ФК «Хемік» Бидгощ                              | 1974               | Немає                              | Немає                                               | 15 000                  | 15 000                 |      |
| 27                     | Міський стадіон у Валбжиху                                                    | Валбжих                   | Нижньосілезьке       | -                                              | 1926               | Немає                              | Немає                                               | 15 000                  | 15 000                 |      |
| 28                     | Золотої одинадцятки Казімєжа Гурського                                        | Конін                     | Великопольське       | ФК «Медик» Конін                               | 1975               | Немає                              | Над VIP-ложею                                       | 15 000                  | 8 000                  |      |
| 29                     | Стадіон імені Браці Чахорув (на добудові)                                     | Радом                     | Мазовецьке           | ФК «Радомяк» Радом                             | 2023 (перший етап) | 1600 lux                           | Над всіма трибунами                                 | 8 840 (кінцева 14 440)  | 8 840 (кінцева 14 440) |      |
| 30                     | Міський стадіон в Любліні                                                     | Люблін                    | Люблінське           | ФК «Мотор» Люблін                              | 1961               | Немає                              | Над однією трибуною                                 | 13 000                  | 3250                   |      |
| 31                     | Міський стадіон у Ряшеві (на добудові)                                        | Ряшів                     | Підкарпатське        | ФК «Сталь» Ряшів                               | 2012               | 500 lux (газон), 900 lux (доріжка) | Над частиною трибун                                 | 12 700                  | 12 700                 |      |
| 32                     | Міський стадіон у Замості                                                     | Замостя                   | Люблінське           | ФК «Гетьман» Замостя СК «Агрос» Замостя        | 1935               | Немає                              | Над однією трибуною                                 | 12 500                  | 5 000                  |      |
| 33                     | Стадіон Гданського осередку спорту                                            | Гданськ                   | Поморське            | ФК «Лехія» Гданськ                             | 1927               | 2000 lux                           | Над однією трибуною                                 | 11 811                  | 11 811                 |      |
| 34                     | АрселорМіттал Парк                                                            | Сосновець                 | Сілезьке             | ФК «Заглембє» Сосновець                        | 2023               | 3200 lux                           | Над всіма трибунами                                 | 11 600                  | 11 600                 |      |
| 35                     | Ітака Арена                                                                   | Ополе                     | Опольське            | ОСК «Одра» Ополе                               | 2025               | 2000 lux                           | Над всіма трибунами                                 | 11 600                  | 11 600                 |      |
| 36                     | Міський стадіон у Тарнові                                                     | Тарнів                    | Малопольське         | ФК «Унія» Тарнів                               | 2005               | 900 lux                            | Над VIP-ложею                                       | 11 500                  | 11 500                 |      |
| 37                     | Міський стадіон в Зеленій Гурі                                                | Зелена Гура               | Любуське             | ФК «Фалюбаз» ФК «Лехія» Зелена Гура            | 195?               | Немає                              | Немає                                               | 11 000                  | 7 100                  |      |
| 38                     | Міський стадіон в Ольштині                                                    | Ольштин                   | Вармінсько-Мазурське | «ОКС Стоміл»                                   | 1978               | Немає                              | Тільки над головною трибуною                        | 10 500                  | 4 517                  |      |
| 39                     | Міський стадіон у Рибнику                                                     | Рибник                    | Сілезьке             | СК «РОВ» Рибник                                | 1939               | 1200 lux                           | Над частиною однієї трибуни                         | 10 304                  | 10 304                 |      |
| 40                     | Міський стадіон у Гливицях                                                    | Гливиці                   | Сілезьке             | ФК «П'яст» Гливиці                             | 2011               | 2000 lux                           | Над всіма трибунами                                 | 10 037                  | 10 037                 |      |
| 41                     | Міський стадіон у Ратиборі                                                    | Ратибор                   | Сілезьке             | ФК «Унія» Ратибор                              | 1971               | Немає                              | Одна трибуна                                        | 10 000                  | 6 000                  |      |
| 42                     | Стадіон Руху (запланована добудова)                                           | Хожув                     | Сілезьке             | ФК «Рух» Хожув                                 | 2017-2018          | 1715 lux                           | Над частиною однієї трибуни                         | 9 300                   | 9 300                  |      |
| 43                     | Опоровська                                                                    | Вроцлав                   | Нижньосілезьке       | ФК «Шльонськ» II Вроцлав                       | 192?               | 1400 lx                            | Одна трибуна                                        | 8346                    | 8346                   |      |
| 44                     | Народний                                                                      | Сосновець                 | Сілезьке             | ФК «Заглембє» Сосновець                        | 1956               | 1500 lux                           | Над однією трибуною                                 | 7 500                   | 4 950                  |      |
| 45                     | Стадіон Гурника                                                               | Ленчна                    | Люблінське           | ФК «Гурник» Ленчна                             | 2003               | 1410 lux                           | Над двома трибунами                                 | 7 496                   | 7 496                  |      |
| 46                     | Міський стадіон в Острівцю-Свентокшиському                                    | Островець-Свентокшиський  | Свентокшиське        | «КСЗО Островець-Свентокшиський»                | 1997               | 1411 lux                           | Над всіма трибунами                                 | 7 430                   | 7 430                  |      |
| 47                     | Міський стадіон у Водзіславі-Шльонському                                      | Водзіслав-Шльонський      | Сілезьке             | ФК «Одра» Водзіслав-Шльонський                 | 1958               | 2000 lux                           | Над однією трибуною                                 | 7 400                   | 3 500                  |      |
| 48                     | Стадіон імені Казімежа Соснковського                                          | Варшава                   | Мазовецьке           | ФК «Полонія» Варшава                           | 1928               | 1600 lux                           | Над двома трибунами                                 | 7 150                   | 7 150                  |      |
| 49                     | Міський стадіон у Слубицях                                                    | Слубіце                   | Любуське             | СК «Полонія» Слубиці                           | 1927               | 3 щогли освітлення                 | Немає                                               | 7 000                   | 4 000                  |      |
| 50                     | Міський стадіон у Кнурові                                                     | Кнурув                    | Сілезьке             | ФК «Конкордія» Кнурув                          | ?                  | Немає                              | Над однією трибуною                                 | 7 000                   |                        |      |
| 51                     | Міський стадіон імені Гжегожа Лято                                            | Мелець                    | Підкарпатське        | ФСК «Сталь» Мелець                             | 2013               | 1800 lux                           | Над всіма трибунами                                 | 6 864                   | 6 864                  |      |
| 52                     | Стадіон ГКС Катовиці                                                          | Катовиці                  | Сілезьке             | «ГКС» Катовиці                                 | 2012               | 1800 lux                           | Над двома трибунами                                 | 6 710                   | 6 710                  |      |
| 53                     | Стадіон імені Білого Орла                                                     | Легниця                   | Нижньосілезьке       | ФК «Медзь»                                     | 2009, 2018         | 2000 lux                           | Над всіма трибунами                                 | 6 177                   | 6 177                  |      |
| 54                     | Міський стадіон в Ястшембі-Здруї                                              | Ястшембе-Здруй            | Сілезьке             | «ГКС» Ястшембе                                 | 2007               | 1500 lux                           | Над частиною трибуни                                | 6 000                   | 5 500                  |      |
| 55                     | Міський стадіон «Гутник»                                                      | Краків                    | Малопольське         | ФК «Гутник» Краків                             | 1950               | 1400 lux                           | Над частиною однієї трибуни                         | 6 000                   | 6 000                  |      |
| 56                     | Стадіон імені Гжегожа Дунецького                                              | Торунь                    | Куявсько-Поморське   | ТФК «Елана»                                    | 2010               | Немає                              | Над однією трибуною                                 | 6 000                   | 4 300                  |      |
| 57                     | Міський футбольний стадіон «Ракув» у Ченстохові                               | Ченстохова                | Сілезьке             | ФК «Ракув» ЖФК «Ґоль» Ченстохова               | 2021               | 1600 lux                           | Над однією трибуною                                 | 5 500                   | 5 500                  |      |
| 58                     | Стадіон імені Едварда Шимков'яка                                              | Битом                     | Сілезьке             | СК «Полонія» Битом                             | 2008               | 1840 lux                           | Над однією трибуною                                 | 5 500                   | 5 500                  |      |
| 59                     | Стадіон ВКС «Вавель»                                                          | Краків                    | Малопольське         | ВКС «Вавель» РСК «Гарбарня» Краків             | 1953               | Немає                              | Над однією трибуною                                 | 5 500                   | 5 500                  |      |
| 60                     | Стадіон «Дискоболії»                                                          | Гродзиськ-Велькопольський | Великопольське       | СК «Дискоболія» ФК «Варта» Познань (тимчасово) | 2003               | 2555 lux                           | Над головною трибуною                               | 5 383                   | 5 383                  |      |
| 61                     | Міський стадіон у Ґрудзьондзі імені Броніслава Малиновського                  | Грудзьондз                | Куявсько-Поморське   | СК «Олімпія» Грудзьондз                        | 2015               | 1600 lux                           | Над однією трибуною                                 | 5 323                   | 5 323                  |      |
| 62                     | Стадіон «Аміки»                                                               | Вронкі                    | Великопольське       | СК «Аміка» Вронкі ФК «Лех» II Познань          | 1992               | 1400 lux                           | Над однією трибуною                                 | 5 296                   | 5 296                  |      |
| 63                     | ГІЕКСА Арена                                                                  | Белхатув                  | Лодзинське           | «ГКС Белхатув»                                 | 2001               | 2000 lux                           | Над всіма трибунами                                 | 5 238                   | 5 238                  |      |
| 64                     | Одра                                                                          | Ополе                     | Опольське            | ОСК «Одра» Ополе                               | 1930               | 1600 lux                           | Над частиною однієї трибуни                         | 5 000                   | 4 250                  |      |